# Thaumatoconcha tuberculata
Thaumatoconcha tuberculata är en kräftdjursart som beskrevs av Louis S. Kornicker och Sohn 1976. Thaumatoconcha tuberculata ingår i släktet Thaumatoconcha och familjen Thaumatocyprididae. Inga underarter finns listade i Catalogue of Life.